# 448
Évszázadok: 4. század – 5. század – 6. század
Évtizedek: 390-es évek – 400-as évek – 410-es évek – 420-as évek – 430-as évek – 440-es évek – 450-es évek – 460-as évek – 470-es évek – 480-as évek – 490-es évek
Évek: 443 – 444 – 445 – 446 –  447 – 448 – 449 – 450 – 451 – 452 – 453

## Események

### Nyugat- és Keletrómai Birodalom
- Rufius Praetextatus Postumianust és Flavius Zenót választják consulnak.
- II. Theodosius császár Maximinus vezetésével békét kérő követséget küld Attilához. A követséget elkísérik a hunok konstantinápolyi képviselői is, akiket az egyik bizánci főtisztviselő, Chrysaphius lefizet, hogy gyilkolják meg a hun királyt; megérkezésükkor azonban ők elárulják a tervet Attilának. Maximinus békét köt a hunokkal: a rómaiak 6 ezer font aranyat fizetnek azonnal, valamint évente 2100 (kb. 950 kg) fontot; ezenkívül a Dunától délre öt napnyi járóföldig kiürített ütközőzónát (gyepűt) kell létesíteniük. Maximinus titkárának, Priscusnak leírása jelenti a hunokról szóló, elsőkézből származó ismereteink nagy részét.
- Aetius utasítására az alánok leverik az armoricai felkelést. A lázadás vezére, Eudoxius a hunokhoz menekül.
- A száli frankok Gallia Belgicát fosztogatják, többek között kirabolják Nemetocennát (ma Arras). Aetius és hadvezére, Maiorianus meglepetésszerűen megtámadja és legyőzi Chlodio frank királyt, aki egy esküvőn vesz részt.
- Meghal Rechila, a hispániai szvébek királya, aki meghódította Dél- és Közép-Hispániát. Utóda fia, a katolikus Rechiar, aki Theodoric vizigót király lányát vette feleségül.
- A konstantinápolyi zsinatot eretneknek nyilvánítják és kiközösítik Eutükhész apátot, mert azt állítja hogy Krisztusnak nem két (emberi és isteni) hanem csak egyféle természete van.

## Születések
- Szent Küriakosz, keresztény remete

## Halálozások
- Rechila, szvéb király

## Fordítás
- Ez a szócikk részben vagy egészben  a(z)   448 című angol Wikipédia-szócikk ezen változatának fordításán alapul.  Az eredeti cikk szerkesztőit annak laptörténete sorolja fel. Ez a jelzés csupán a megfogalmazás eredetét és a szerzői jogokat jelzi, nem szolgál a cikkben szereplő információk forrásmegjelöléseként.